# Gunung Alam (Pelabai)
Gunung Alam is een bestuurslaag in het regentschap Lebong van de provincie Bengkulu, Indonesië. Gunung Alam telt 702 inwoners (volkstelling 2010).